# 珠山镇 (宣恩县)
珠山镇，是中华人民共和国湖北省恩施土家族苗族自治州宣恩县下辖的一个乡镇级行政单位。

## 行政区划
珠山镇下辖以下地区：
工农街社区、上湖塘社区、双龙湖社区、白鹤井社区、兴隆街社区、莲花坝村、猫儿宝村、宝塔村、七里桥村、岩堡村、甘溪村、卸甲坝村、大坝沟村、芭蕉坨村、封口坝村、铁厂坡村、咸池沟村、土鱼河村、东门关村、茅坝塘村、界直岭村、狮子关村、五里牌村和天井堡村。